# Petre Szaria
Petre Atanases dze Szaria (gruz. პეტრე ათანასეს ძე შარია; ros. Пётр Афанасьевич Шария, Piotr Afanasjewicz Szarija; ur. 1902 we wsi Tagiloni w okręgu suchumskim, zm. 1983) – radziecki działacz partyjny i państwowy, funkcjonariusz NKWD, wykładowca na komunistycznych uniwersytetach w ZSRR.

## Życiorys
Syn biednego gruzińskiego chłopa. W latach 1911–1919 pracował na wsi, 1919-1920 uczył się w seminarium nauczycielskim w Suchumi, którego jednak nie ukończył. Od 1920 w RKP(b), od marca do czerwca 1921 II sekretarz i członek prezydium powiatowego komitetu Komsomołu w Gali, od kwietnia 1922 szef biura politycznego powiatowej Czeki w Gali. Od września 1922 do września 1923 studiował na uniwersytecie w Tbilisi, a 1924-1925 na Uniwersytecie Wychowania Komunistycznego im. Nadieżdy Krupskiej. Potem wykładał marksizm-leninizm na uczelniach w Moskwie, od września 1925 do września 1927 wykładał na wieczorowych kursach robotniczych, od września 1927 do maja 1928 docent Komunistycznego Uniwersytetu Pracujących Wschodu im. Stalina, równocześnie partyjny organizator WKP(b) Instytutu Filozofii Akademii Komunistycznej, od września 1928 do czerwca 1929 docent Instytutu Gospodarki Ludowej im. Plechanowa, od lutego do grudnia 1929 kierownik katedry materializmu dialektycznego Moskiewskiego Instytutu Chemiczno-Technologicznego im. Mendelejewa, równocześnie sekretarz naukowy Komunistycznej Akademii Historii i Filozofii, od września do grudnia 1929 docent Uniwersytetu Komunistycznego im. Swierdłowa, od stycznia 1930 do maja 1931 zastępca przewodniczącego Towarzystwa Wojujących Materialistów Dialektycznych. Od stycznia 1931 ponownie w Gruzińskiej SRR, od września 1930 do marca 1934 profesor i kierownik katedry historii i filozofii Tbiliskiego Instytutu Pedagogicznego, równocześnie kierownik katedry historii filozofii i materializmu dialektycznego Tbiliskiego Uniwersytetu Państwowego i kierownik sektora nauki Ludowego Komisariatu Oświaty Gruzińskiej SRR (IX 1930 - VIII 1931) i zastępca dyrektora Tbiliskiej Filii Instytutu Marksa-Engelsa-Lenina przy KC WKP(b) (III 1931 - III 1934). III 1934 - V 1937 kierownik Wydziału Partyjnej Propagandy, Agitacji i Prasy miejskiego komitetu partyjnego w Tbilisi, 31 V - 11 XI 1937 kierownik Wydziału Szkół i Nauki KC Komunistycznej Partii (bolszewików) Gruzji (KP(b)G), 11 XI 1937 - IX 1938 kierownik Wydziału Partyjnej Propagandy, Agitacji i Prasy KC KP(b)G, jednocześnie redaktor odpowiedzialny pisma "Bolszewik". 1937-1938 ponownie dyrektor Tbiliskiej Filii Instytutu Marksa-Engelsa-Lenina przy KC WKP(b). Od IX 1938 pracował w centralnym aparacie NKWD, IX-XI 1938 w Centralnym Archiwum NKWD ZSRR, 8 listopada 1938 do 2 sierpnia 1939 szef Sekretariatu NKWD ZSRR, od 28 grudnia 1938 w stopniu starszego majora bezpieczeństwa państwowego. Od 30 kwietnia 1939 szef 13 Oddziału i zastępca szefa Wydziału V (zagranicznego) NKWD ZSRR, 2 VIII 1939 - 14 III 1941 szef Biura Specjalnego przy NKWD ZSRR, 11 sierpnia 1941 - 16 sierpnia 1946 zastępca szefa Zarządu I NKWD ZSRR (od 7 V 1943 NKGB ZSRR), od 14 lutego 1943 komisarz bezpieczeństwa państwowego III rangi, od sierpnia 1943 do 9 czerwca 1948 sekretarz KC KP(b)G ds. propagandy i agitacji, członek Biura Politycznego KC KP(b)G. od maja 1948 do lutego 1952 profesor Wydziału Filozofii Tbiliskiego Uniwersytetu Państwowego im. Stalina. Deputowany do Rady Najwyższej ZSRR 1 i 2 kadencji. 15 lutego 1952 aresztowany w związku ze "sprawą megrelską", marca 1953 zwolniony. Od kwietnia do czerwca 1953 pomocnik I zastępcy przewodniczącego Rady Ministrów ZSRR Ławrientija Berii. 27 czerwca 1953 ponownie aresztowany, 28 września 1954 skazany przez Izbę Wojskową Sądu Najwyższego ZSRR na 10 lat więzienia. 1963 zwolniony, pracował w Akademii Nauk Gruzińskiej SRR.

## Odznaczenia
- Order Lenina (7 stycznia 1944)
- Order Czerwonego Sztandaru (26 kwietnia 1940)
- Order Wojny Ojczyźnianej I klasy (24 lutego 1946)
- Order Czerwonej Gwiazdy (20 września 1943)
- Odznaka "Zasłużony Funkcjonariusz NKWD" (4 lutego 1942)

I 2 medale.